# Paralelo 18 N
O paralelo 18 N é um paralelo que está 18 graus a norte do plano equatorial da Terra.
Começando no Meridiano de Greenwich na direcção leste, o paralelo 18 N passa sucessivamente por:
| País, território ou mar | Notas |
| ----------------------- | --- |
| Mali                    | |
| Níger                   | |
| Chade                   | |
| Sudão                   | |
| Mar Vermelho            | |
| Arábia Saudita          | |
| Iêmen                   | |
| Omã                     | |
| Oceano Índico           | Mar Arábico |
| Índia                   | Maharashtra Karnataka Andhra Pradesh Chhattisgarh Orissa Andhra Pradesh Orissa Andhra Pradesh                                                                             |
| Baía de Bengala         | |
| Myanmar (Birmânia)      | |
| Tailândia               | |
| Laos                    | |
| Tailândia               | |
| Laos                    | Passa a norte de Vientiane |
| Tailândia               | |
| Laos                    | |
| Vietname                | |
| Mar da China Meridional | Passa a sul da ilha de Hainan, China |
| Filipinas               | Ilha de Luzon |
| Oceano Pacífico         | Passa entre as ilhas Pagan e Alamagan, Marianas Setentrionais · Passa a sul da Ilha Clarion, México                                                                       |
| México                  | |
| Belize                  | |
| Baía de Chetumal        | |
| Belize                  | Ambergris Caye |
| Mar das Caraíbas        | |
| Jamaica                 | Passa em Kingston |
| Mar das Caraíbas        | Passa a norte da península de Tiburon, Haiti |
| República Dominicana    | |
| Mar das Caraíbas        | Passa a sul da Ilha Saona, República Dominicana · Passa a sul de Mona, Porto Rico                                                                                         |
| Porto Rico              | |
| Mar das Caraíbas        | Passa a sul de Vieques, Porto Rico · Passa entre Saint Thomas e Saint Croix, Ilhas Virgens Americanas · Passa a sul de São Martinho · Passa a norte de Guadeloupe, França |
| Oceano Atlântico        | Passa a norte de São Bartolomeu |
| Mauritânia              | |
| Mali                    | |